# Nutting Associates
Nutting Associates fu una società sviluppatrice di videogiochi arcade fondata nel 1968 da Bill Nutting a Mountain View, California (USA).
Nutting Associates ha legato il suo nome a quello che è considerato il primo arcade della storia, Computer Space, sviluppato nel 1971 da Nolan Bushnell e Ted Dabney, che l'anno seguente avrebbero fondato Atari.
Computer Space era un clone di un altro videogioco, Spacewar!, che però girava su un hardware molto costoso. Nutting assunse Bushnell, che aveva ideato insieme a Dabney una copia del gioco basato però su una scheda elettronica costituita da economici componenti TTL al posto degli allora costosi microprocessori. Computer Space non ebbe molta fortuna, anche se ne furono realizzate circa 1.500 unità (non tutte vendute): la troppa difficoltà ne aveva bloccato la diffusione, perciò Bushnell propose a Nutting un seguito/remake ma chiese in cambio una quota azionaria della società. Nutting rifiutò e Bushnell lasciò la società per produrre in proprio il gioco, fondando Atari con il suo amico Dabney.
L'ultimo titolo pubblicato fu un gioco chiamato Ricochet dopodiché nel 1973 la società fallì e fu definitivamente chiusa nel 1976.
Anche il fratello di Bill, Dave, ha lavorato nel settore dei videogiochi con la sua società Dave Nutting Associates che ha prodotto alcuni giochi pubblicati da Midway Games tra gli anni settanta e l'inizio degli anni ottanta.